# Telexornal
El Telexornal és el programa informatiu de la Televisión de Galicia, que s'emet des del 24 de juliol de 1985.
Té dues edicions tots els dies de la setmana: el Telexornal mediodía, a les 14.25 hores, i el Telexornal serán, a les 20.55 hores.